# Ovo Maltine
Pour l’article homonyme, voir Ovomaltine.
Ovo Maltine, Christoph Josten en civil, né le 16 avril 1966 à Rech an der Ahr (Allemagne de l'Ouest) et mort le 8 février 2005 à Berlin, est un acteur et artiste de cabaret allemand. Travesti, militant de la lutte contre le sida, il fait partie des Sœurs de la Perpétuelle Indulgence et se définit comme une Polit- und Kabarett-Tunte (litt : tantouze politique et de cabaret).

## Biographie

### Carrière
Ovo Maltine, dont le nom d'artiste fait référence à la poudre de cacao suisse, se produit sur scène et dans des cabarets berlinois (dont le SchwuZ) à partir de la fin des années 1980 et plus particulièrement dans les années 1990.
Au cours des années 1980, elle s'engage à Berlin-Ouest pour le maintien des Klappe (tasses ou vespasiennes en français), rappelant leur rôle important dans la subculture gay. Seuls quelques Café Achteck sont finalement conservés ou rénovés, les autres vespasiennes sont fermées au fil du temps.
En 1997, Ovo Maltine joue dans Loverfilm de Michael Brynntrup. Ce dernier réalise après la mort de l'acteur un documentaire en son hommage, Das Ovo.
Surnommée « la reine des saunas », elle lance en 1998 une série de cours sur le « Qwir ». La même année, elle se présente aux élections fédérales coiffée d'une perruque rose, défendant, entre autres propositions, la dépénalisation de la consommation du cannabis et l'ouverture d'un centre de soins dédié aux malades du sida.
Au début des années 2000, Ovo Maltine organise à raison d'une fois par semaine un spectacle de drag à Berlin, Transmodernen Narzissen. C'est également à cette époque qu'elle s'engage auprès des Sœurs de la Perpétuelle Indulgence sous le nom de « Paläo Froh Nie Transmoderne ».
Membre du groupe Les Tuxx, Ovo Maltine est également proche d'Ichgola Androgyn, BeV StroganoV et Tima die Göttliche, d'autres Polit-Tunten avec lesquelles elle a vécu dans les années 1980. Toutes apparaissent dans le film Les tantouzes ne mentent pas, de Rosa von Praunheim (2002).

### Mort
Ovo Maltine meurt le 8 février 2005 d'un lymphome et de complications dues au sida. Elle est enterrée aux côtés de Wilhelm et Elisabeth Riese dans l'ancien cimetière Saint-Matthieu, dans une tombe historique qu'elle a réservée de son vivant et dont elle a pris soin. La stèle est réalisée à partir d'une ardoise trouvée dans le jardin de ses parents et les galets disposés sur la tombe dessinent un ruban rouge. 

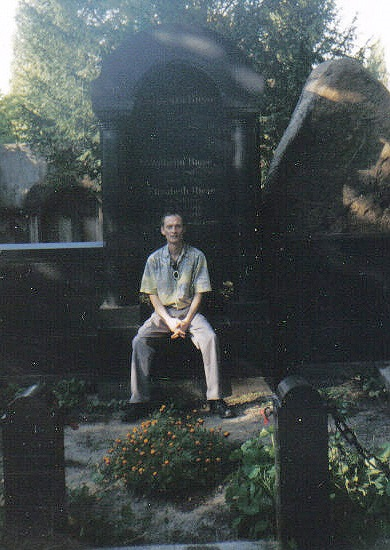
Ovo Maltine devant sa tombe en 2003.
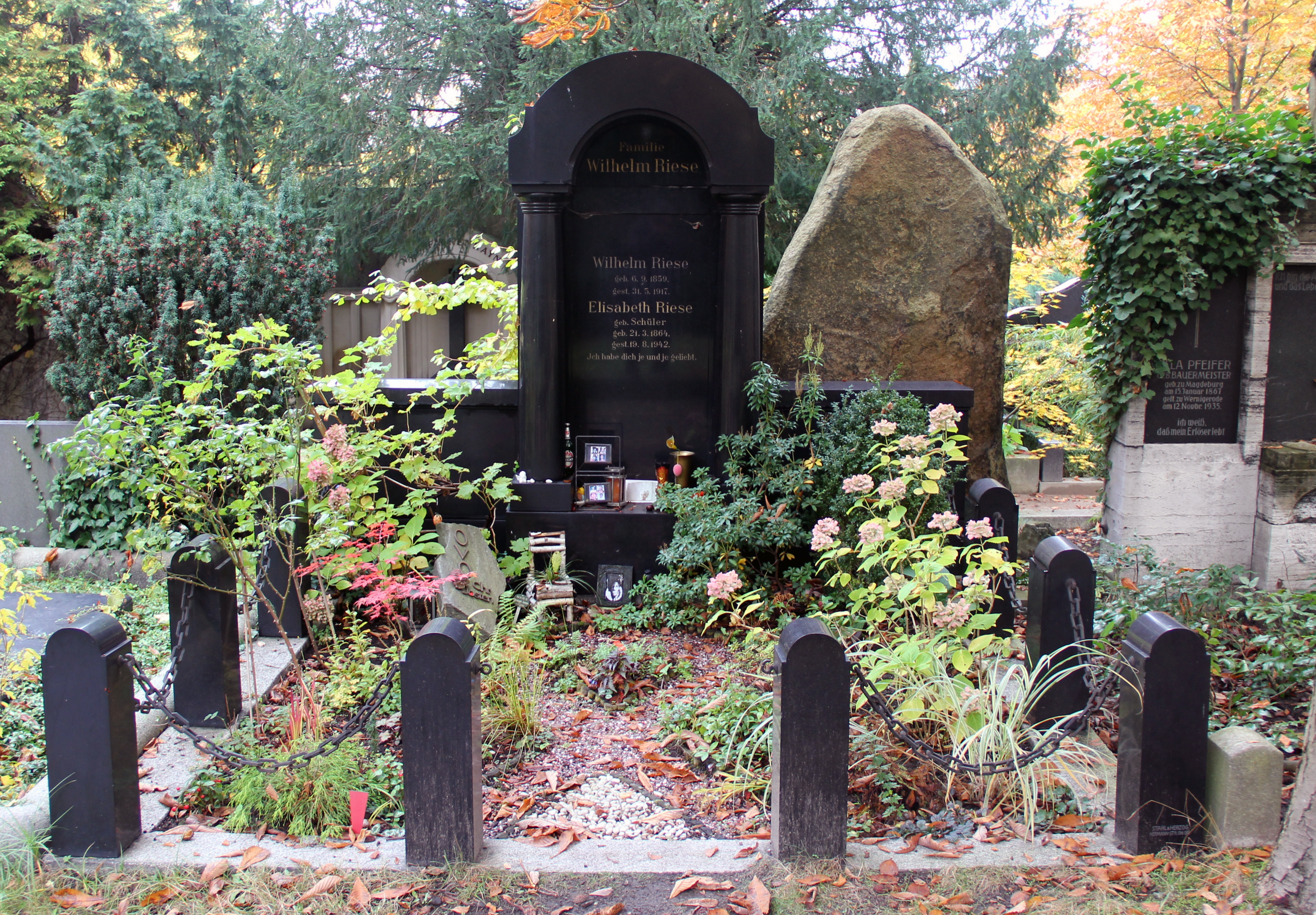
Vue d'ensemble de la tombe.
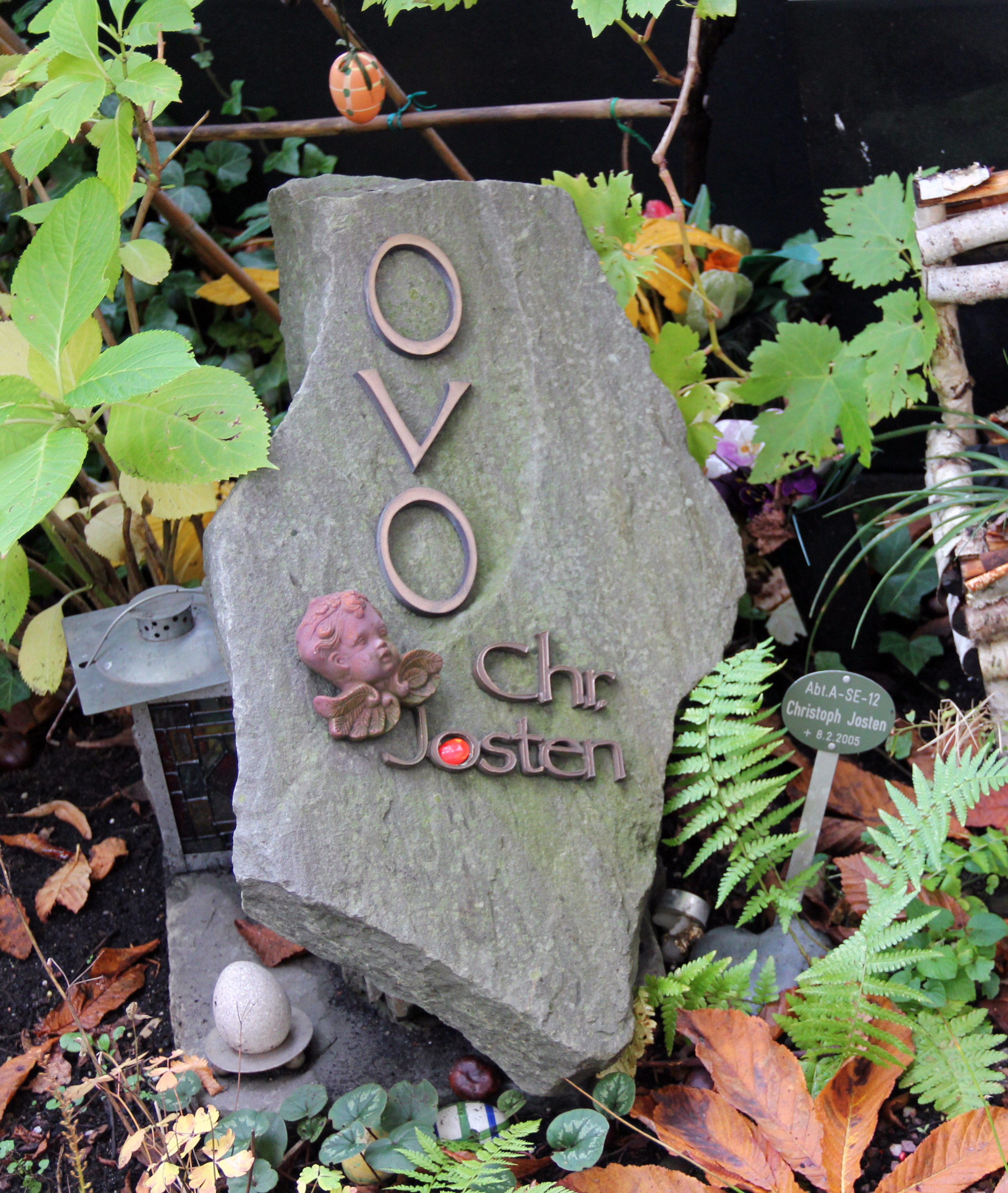
Détail de la tombe.

## Hommages
Le 14 février 2005, une soirée lui est dédiée lors du festival de Teddy Award. En 2006, la Berlinale sélectionne un court métrage consacré à Ovo Maltine, Das Ovo, de Michael Brynntrup.

## Filmographie
- 1992 : Ich bin meine eigene Frau de Rosa von Praunheim : Charlotte von Mahlsdorf
- 1993 : Plötzlich und unerwartet – eine Déjà-Revue de Michael Brynntrup
- 1994 : Neurosia - 50 Jahre pervers de Rosa von Praunheim
- 2002 : Les tantouzes ne mentent pas de Rosa von Praunheim
- 2002–2003 : Berlin Bohème d'Andreas Weiß
- 2006 : Das Ovo de Michael Brynntrup